# Шариф-Кабунсуан
Шариф-Кабунсуан — провинция Филиппин, которая существовала с 2006 по 2008 год, в регионе Мусульманского автономного Минданао. В настоящее время аннулирована указом правительства.
Она была образована на территории провинции Магинданао. Административный центр — город Дату-Один-Синсуат.
Названа была в честь Шарифа Мохаммеда Кабунгсувана, арабско-малайского политического и религиозного деятеля.
Губернатором был Дату Тукао О. Мастура
Население провинции составляли представители народности Магинданао.